# Louise Bloch
Pour les articles homonymes, voir Bloch.
 Louise Laure Marie Bloch, née Lévy, dite Louise Bloch, née le 15 juin 1858 à Carling, Moselle et morte à Auschwitz, le 4 juin 1944, pour la France, est la mère de Pierre Abraham et de
Jean-Richard Bloch, et la grand-mére de  France Bloch-Sérazin.

## Biographie
Louise Lévy est née le 15 juin 1858 à Carling, Moselle, au domicile de ses parents, Joseph et Justine Lévy. Joseph Lévy est ingénieur des Mines  et directeur des travaux de la Houillère de Carling.
Louise Lévy épouse Richard Bloch (1852–1934), chef de l'Exploitation de la Compagnie du Chemin de Fer P.O.(Paris-Orléans). 
Ils ont trois fils, dont Jean Bloch dit Jean-Richard Bloch, né le 25 mai 1884 à Paris 8e et mort le 15 mars 1947 à Paris 1er,  un écrivain, essayiste, homme politique, journaliste et poète français et Pierre Abraham, le plus jeune, né Pierre Bloch le 1er mars 1892 à Paris 8e et mort le 20 mai 1974 à Paris 4e, un journaliste, écrivain et essayiste français.
France Bloch, dite France Bloch-Sérazin  et surnommée Claudia dans la clandestinité, née Françoise Bloch le 21 février 1913 à Paris et guillotinée le 12 février 1943 à Hambourg en Allemagne, est une militante communiste française, résistante de la Seconde Guerre mondiale. Elle est la fille de Jean-Richard Bloch et de Marguerite Herzog, sœur de l'écrivain André Maurois.

### Seconde Guerre mondiale
Veuve, elle habite au 103, Boulevard Malesherbes dans le 8e arrondissement de Paris. 
Elle quitte Paris, pour des raisons de santé, et part à Nice. 
Elle va dans l'Allier le 24 mai 1940. à Néris-les-Bains, station thermale proche de Montluçon et prend pension à l'Hôtel du Jardin, après avoir résidé  Villa Les Iris. 
Louise Bloch reçoit une lettre du préfet de l'Allier datée du 27 août 1942, lui notifiant sa mise en demeure d'avoir à quitter le département. Elle adresse d'abord une réclamation, puis une requête motivée au Préfet, exprimant sa fierté d'appartenir à "une famille française et juive". 

### Lettre au préfet de l'Allier
Le 30 août 1942, elle écrit au Préfet de l'Allier :
"Monsieur le Préfet,
Par votre lettre du 27 août, vous me mettez en demeure, comme étant de religion juive, de quitter le département de l'Allier et de ne pas m'installer dans un département côtier.
Je sollicite par la présente requête d'être autorisée à demeurer jusqu'au 30 septembre à Néris où je suis venue suivre un traitement, et à retourner ensuite à Nice où j'ai établi ma résidence.
(...)
J'ajouterai ceci:
Ma famille est française depuis au moins le traité de Westphalie. Je pourrais être considérée comme alsacienne-lorraine réfugiée; mais ce serait au titre de la guerre 1870-1871, après laquelle ma famille a abandonné tout ce qu'elle possédait pour demeurer française…. cependant que mon futur mari gagnait dans les mobiles de l'Yonne la médaille militaire, qu'il portait avec trois de ses camarades seulement, quand il est entré à Polytechnique dans la promotion 1872. Il est devenu plus tard Officier de la Légion d'Honneur, Ingénieur en Chef des Ponts et Chaussées et Chef de l'Exploitation du P.O.
De mes trois fils, l'aîné est Officier de la Légion d'Honneur au titre militaire avec 4 citations à l'ordre de l'Armée (dont 3 signées Pétain). Mon second fils est également Officier de la Légion d'Honneur avec plusieurs blessures et citations. Mon troisième fils enfin est Chevalier avec plusieurs citations.
Cette énumération n'est pas destinée à faire un vain étalage d'une partie de ce qu'a pu faire pour son pays une famille française et juive. Ce qu'elle a fait, ce qu'elle est prête à faire encore, elle le considère et le considérera comme son devoir strict.
Mais ce bref rappel vous permettra sans doute de comprendre, Monsieur le Préfet, ce que -sans courber la tête- peut souffrir une femme, une mère française qui se voit, à un âge avancé et après avoir traversé trois guerres, contester ses droits à vivre en française.
J'ose espérer, Monsieur le Préfet, que, sur le vu de ce qui précède, vous voudrez bien faire donner à ma requête une suite favorable et, je le répète, m'autoriser à:
1.- demeurer à Néris jusqu'au 30 septembre 1942
2.- retourner ensuite à Nice où j'ai ma résidence habituelle.

Veuillez agréer, Monsieur le Préfet, l'expression de mes sentiments de haute considération.".

#### Arrestation et déportation
Louise Bloch est arrêtée par la Gestapo de Montluçon au Splendid Hôtel, dans la rafle du 12 mai 1944 à Néris-les-Bains. Elle est internée à Vichy, puis  elle est transférée le 26 mai 1944 à Drancy où elle reçoit le matricule no 23255.
Elle est déportée le 30 mai 1944 de Drancy à Auschwitz par le convoi no 75. Elle est assassinée à son arrivée le 4 juin 1944 à Auschwitz.

## Mémoire
- Mort pour la France[1].
- Le  nom de Louise BLOCH née LÉVY figure sur la plaque des "Morts en déportation" à Néris-les-Bains[1].